# Finalizer
Finalizer Super Transformation o comunemente Finalizer è un videogioco di tipo sparatutto a scorrimento verticale distribuito da Konami nel 1985. Non è stato convertito per alcuna console domestica.
Il gioco è di tipo endless (senza fine) dove bisogna sconfiggere ondate di nemici sempre più agguerriti. Il tema è basato sui robot trasformabili shōnen, particolarmente in auge all'epoca. Gli sfondi mostrano luoghi realmente esistenti, con le vicende che iniziano dal Triangolo delle Bermude.

## Trama
Un'astronave viene inviata sulla Terra che è stata invasa dagli alieni, con il compito di liberare il pianeta dal nemico. All'inizio del videogioco si può notare una scritta che dà il benvenuto sulla Terra al giocatore: se ne deduce che l'astronave è aliena anch'essa.

## Modalità di gioco
Il videogioco è un classico shoot'em up. Si comanda dapprima l'astronave: dopodiché, raccogliendo i pezzi contenuti in vari pod di sostegno, si effettuano due trasformazioni in robot. Inoltre i pod rilasciano armi aggiuntive e, se colpiti più volte, bonus vari. Come armamento, quando l'astronave è convertita in robot può usare un'arma sia sul braccio destro che su quello sinistro.
Si usano un joystick a 8 direzioni (per manovrare la navicella o il robot), e un tasto (per sparare).
Sono presenti due boss, che appaiono periodicamente durante lo svolgimento del gioco; essi infatti si ritirano ogni volta che subiscono danni ingenti, oppure dopo un determinato limite di tempo, ma comunque non possono essere mai distrutti completamente.

## Armi e accessori
- Mitragliatore
- Laser
- Fucile
- Cannone
- Pugni a razzo
- Scudo, in grado di assorbire tre colpi prima di distruggersi

## Power
- T, stopper: blocca i nemici presenti sullo schermo per cinque secondi.
- F, crash: il robot è invincibile per cinque secondi e può scagliarsi contro i nemici.
- B, bonus: dà punti extra.